# شبه جزيرة تشوكشي

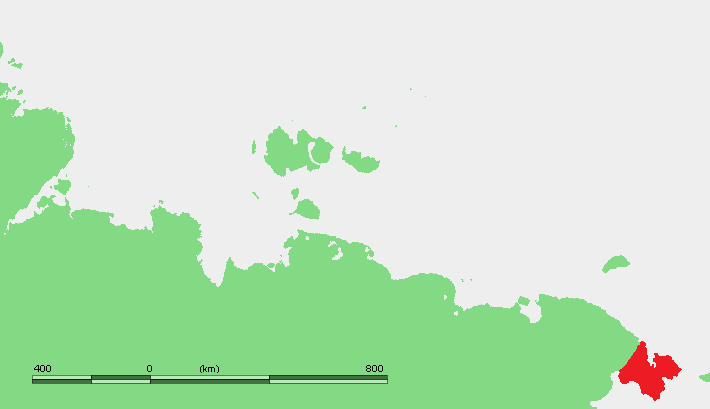
موقع شبه جزيرة تشوكشي (Chukchi) في سيبيريا في الشرق الأقصى.

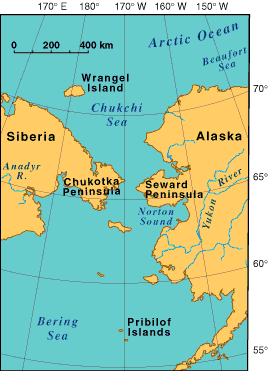
خريطة توضح تقارب شبه جزيرة تشوكشي في روسيا من شبه جزيرة سيوارد (Seward) في أمريكا

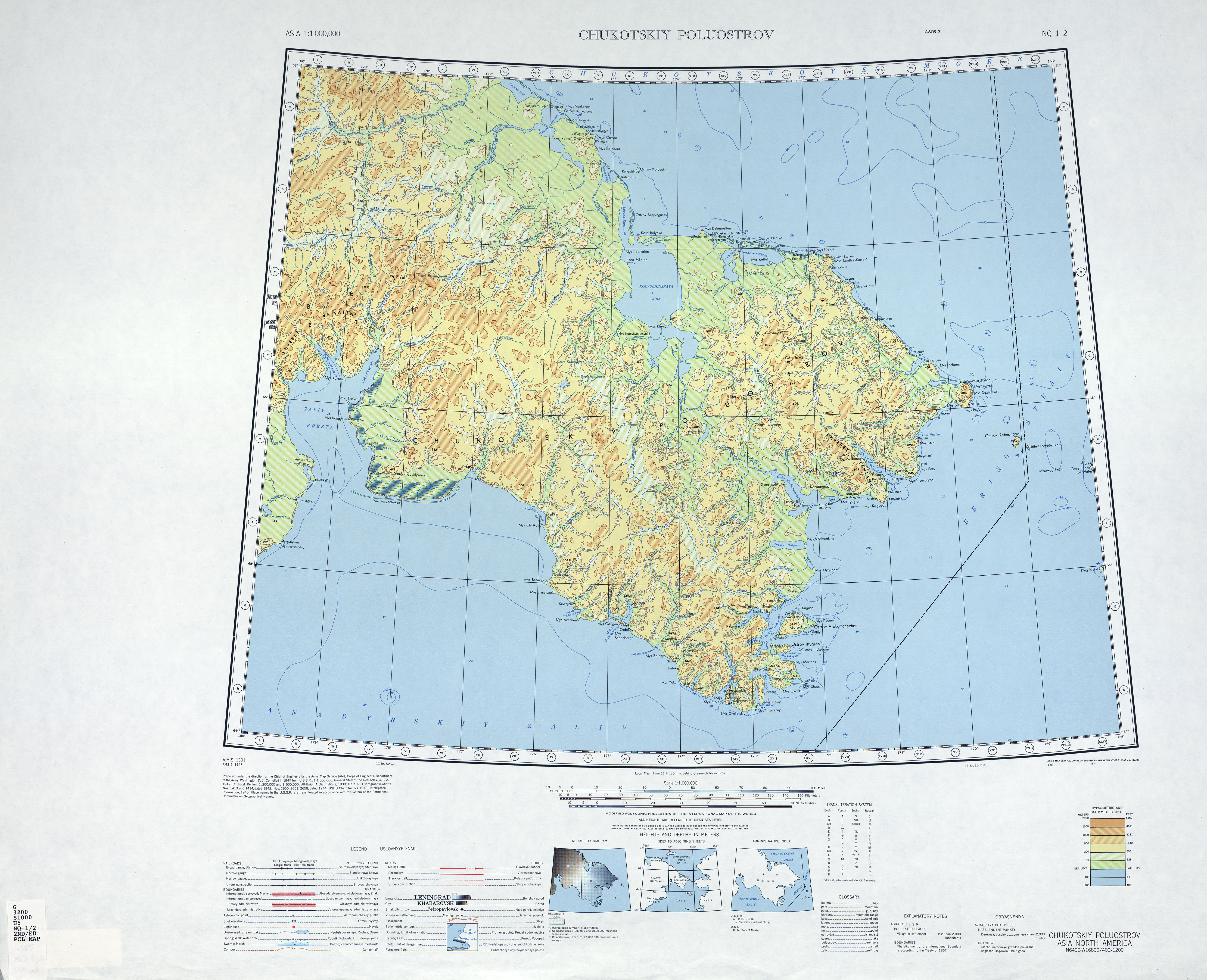
شبه جزيرة تشوكشي. خريطة عسكرية أمريكية 1947

تمثل شبه جزيرة تشوكشي، أو تشوكوتكا أو تشوكوتسكي ((بالروسية: Чуко́тский полуо́стров)‏, (بالروسية: Чуко́тка)‏) التي تقع تقريبًا عند خط طول 66 شمالًا ودائرة عرض 172 غربًا، تمثل أقصى الشمال الغربي لقارة آسيا. وتقع نهايتها الشرقية عند كيب دينزيف (Cape Dezhnev) بالقرب من قرية يولين (Uelen). ويُحد الجزيرة بحر تشوكشي شمالًا، وبحر بيرنغ جنوبًا، ومضيق بيرنغ شرقًا. وتُمثل الجزيرة جزءًا من إقليم أوكروغ تشوكوتكا الذاتية في روسيا. وكان يُقدر عدد سكان المنطقة عام 1990 بحوالي 155000 نسمة.
وقد مثلت الجزيرة موطنًا لسكان الأصليين، وبعض السكان الإسكيمو (وسكان يوبيك (Yupik) السيبيريين وسكان سيرينكي (Sireniki) السيبيريين)، والكورياكس (Koryaks)، والتوشفانز (Chuvans)، و Evens/Lamuts، و (Yukagir) وبعض من الروسيين المستوطنين في الجزيرة.
وتمتد الجزيرة على طول طريق بحر الشمال (الطريق الشمالي الشرقي).
وتتمثل الصناعات الموجودة على الجزيرة في التعدين (القصدير والرصاص والزنك والذهب والفحم) والصيد ونصب فخاخ الصيد وتربية الرنة وصيد الأسماك.

## كتابات أخرى
- Aĭnana, L., and Richard L. Bland. Umiak the traditional skin boat of the coast dwellers of the Chukchi Peninsula : compiled in the communities of Provideniya and Sireniki, Chukotka Autonomous Region, Russia 1997-2000. Anchorage: U.S. Dept. of the Interior, National Park Service, 2003.
- Dinesman, Lev Georgievich. Secular dynamics of coastal zone ecosystems of the northeastern Chukchi Peninsula Chukotka : cultural layers and natural depositions from the last millennia. Tübingen [Germany]: Mo Vince, 1999. ISBN 3-934400-03-5
- Dikov, Nikolaĭ Nikolaevich. Asia at the Juncture with America in Antiquity The Stone Age of the Chukchi Peninsula. St. Petersburg: "Nauka", 1993.
- Frazier, Ian, Travels in Siberia, Farrar, Straus, and Giroux, 2010. Best travelogue on Siberia in a long time.
- Portenko, L. A., and Douglas Siegel-Causey. Birds of the Chukchi Peninsula and Wrangel Island = Ptitsy Chukotskogo Poluostrova I Ostrova Vrangelya. New Delhi: Published for the Smithsonian Institution and the National Science Foundation, Washington, D.C., by Amerind, 1981.